# Scarthyla
Genre
Scarthyla est un genre d'amphibiens de la famille des Hylidae.

## Répartition
Les deux espèces de ce genre se rencontrent en Amérique du Sud, dans les bassins de l'Amazone, de la Magdalena et de l'Orénoque.

## Liste des espèces
Selon Amphibian Species of the World (9 juin 2017) :
- Scarthyla goinorum (Bokermann, 1962)
- Scarthyla vigilans (Solano, 1971)

## Publication originale
- Duellman & de Sá, 1988 : A new genus and species of South American hylid frog with a highly modified tadpole. Tropical Zoology, vol. 1, p. 117–136